# 이방인 (소설)
《이방인》(프랑스어: L’Étranger 레트랑제[*])은 프랑스의 작가 알베르 카뮈의 1942년 중편 소설이다. 카뮈의 첫 소설로, 프랑스령 알제리의 무심한 거주민인 뫼르소가 어머니의 장례식이 끝난 지 몇 주 후 아랍인을 살해하는 과정을 다룬다. 이야기는 뫼르소의 살인을 기점으로 2개로 나누어지며 일인칭 시점으로 진행된다.
이방인의 초고는 1941년 5월에 완성되었으며 앙드레 말로, Jean Paulhan, 레몽 크노가 제안한 수정 사항이 최종본에 반영되었다. 프랑스어판 초본은 1942년 5월 19일에 갈리마르 출판사에서 발행되었다. 서점에는 그해 6월부터 입고되었지만 초판 4,400부로 제한되었다. 나치점령 프랑스 당시에 출판되었지만 나치 독일의 검열에 영향받지 않고 원본 그대로 판매되었다. 이방인은 장 폴 사르트르의 논문 "Explication de L'Étranger"("이방인에 대한 분석")에 소개된 이후 반 나치주의 진영에서 인기를 얻었다.
이방인은 20세기 문학의 고전으로 꼽히는 작품이다. 특히 마지막 장 카뮈의 철학적 관점, 부조리, 구문 구조, 실존주의(카뮈는 이 명칭을 거부했지만)에 대한 비평가들의 찬사를 받았다. 르 몽드는 이방인을 르 몽드가 선정한 세기의 도서 100권 1위로 선정하였다. 이방인과 Fate로 2번 영화화되었고, 방송과 음악에서 수많은 참조와 오마주를 받았으며, 카멜 다우드의 소설 《뫼르소, 살인사건》에서 살해당한 아랍 남성의 형의 관점에서 재해석되기도 했다.

## 줄거리

### 1부
뫼르소는 시골 요양원에 있던 어머니의 부고소식을 듣고 장례식에 참가하기 위해 직장을 쉬었지만 주변사람들에게 슬픔이나 애도의 감정을 보이지 않는다. 어머니의 시신을 보겠냐는 질문에 거절의사를 밝힌 후 그는 장례 전날 밤 관 앞에서 열린 철야 기도회에서 전통적으로 마시는 블랙 커피가 아닌 일반(화이트) 커피를 마시며 담배를 피웠다.
장례가 끝난 다음날 뫼르소는 알제리로 돌아가 전 직장 동료였던 마리를 만난다. 둘은 다시 친해져 함께 수영을 하고 그날 저녁 코미디 영화를 보며 친밀한 관계를 맺기 시작한다.
몇일이 지난 후 뫼르소는 포주라는 소문이 도는 이웃 레몽에게 자신의 무어인 정부가 다른 남자로부터 돈과 선물을 받은 것 같다는 이야기를 듣는다. 레몽은 정부를 아파트로 초대한 다음 그녀의 얼굴에 침을 뱉고 쫓아내겠다며 계획을 설명하고 뫼르소에게 그녀를 초대하는 편지를 써달라고 부탁한다. 뫼르소는 아무런 감정도 없이 편지를 써준다.
일요일 아침 레몽은 그를 찾아온 정부를 쫓아내려고 하다가 뺨을 맞고 그녀를 폭행하다 경찰에 연행된다. 레몽은 뫼르소에게 정부가 먼저 버릇없게 굴었다고 증언해달라고 부탁하였고 뫼르소는 레몽의 부탁을 받아들였다. 결국 레몽은 경고를 받고 풀려난다.
얼마 후 뫼르소는 상사에게 파리에 신설될 지점에서 일하고 싶지 않냐는 질문과 마리에게 결혼하고 싶지 않냐는 질문을 받는다. 뫼르소는 두 질문에 모두 크게 원하지는 않지만 상대방이 만족할 수 있다면 하겠다는 답변을 한다. 또한 그의 연로한 이웃인 살라메는 그의 학대받고 병든 개를 잃고 평소처럼 무관심하고 악의적인 태도를 유지하지만 아내를 먼저 보낸 후 입양한 자신의 유일한 가족인 개에 대해서 위로와 조언을 구하러 뫼르소를 몇 차례 찾는다. 살라메와의 대화 중 뫼르소는 어머니를 양로원에 보낸 후 일부 이웃들이 뫼르소에 대해 험담을 했다는 사실을 알게 되고 뫼르소는 자신의 행동에 대한 이웃들의 부정적인 평가에 놀란다.
어느 주말 레몽은 뫼르소와 마리를 친구의 해변 별장으로 초대한다. 그곳에서 뫼르소와 레몽 그리고 레몽의 친구는 레몽이 폭력을 휘둘렀던 정부의 오빠와 최근 레몽을 따라다녔던 아랍인들을 만난다. 아랍인들은 레몽과 그의 친구와 대치하고 정부의 오빠는 칼로 레몽에게 상처를 입힌 후 도망친다. 뫼르소는 레몽이 함부러 행동하지 못하도록 그의 리볼버를 빼앗고 홀로 해변을 따라 걷다가 정부의 오빠를 다시 만나게 된다. 열사병에 걸려 방향 감각을 잃은 뫼르소는 아랍인이 칼을 휘두르자 총을 쏴 대응한다. 처음 한 발로 아랍인은 이미 사망했지만 뫼르소는 잠시 멈췄다가 이내 네 발을 더 쏜다.

### 2부
뫼르소는 수감된지 얼마 지나지 않아 마리와 만날 수 없다는 사실을 제외하면 감옥 생활이 견딜만 하다고 생각하지만 어느 순간 자신도 모르게 며칠 동안 혼잣말을 하고 있었다는 사실을 깨닫게 된다. 약 1년간 그는 잠을 자고 감방의 작은 창밖을 내다보고 자신의 아파트 물건들을 머릿속으로 떠올리며 법정에서 재판을 받을 날을 기다린다.
재판에서 뫼르소는 자신의 살인을 부인하지 않았기 때문에 검사는 살인사건의 세부 사항보다 뫼르소가 어머니의 장례식에서 보였던 태도들에 더 초점을 맞춘다. 근느 뫼르소의 조용함과 소극적인 태도를 그가 잔인한 범죄자이고 양심의 가책을 느끼지 않고 있음을 보여주는 것으로 묘사하며 뫼르소를 죽어 마땅한 괴물이라고 비난한다. 뫼르소의 지인 몇 명이 그를 대신해 증언해주었고 그의 변호사가 형량이 가벼울 것이라고 말하지만 뫼르소는 결국 참수형을 선고받는다.
새로운 감방에 간 뫼르소는 자신의 운명과 항소에 집착하며 운명을 벗어날 방법을 상상한다. 그든 교도소 사목관의 면화를 거부하지만 어느 날 사목관이 그를 찾아온다. 뫼르소는 자신은 신을 믿지 않으며 신에 대해 관심조차 없다고 말하지만 사목관은 뫼르소를 무신론에서 벗어나게 하려고 끈질기게 노력한다. 그는 뫼르소가 항소한다면 감옥에서 벗어날 수 있다고 믿지만 그것이 그의 죄책감을 없애거나 신과의 관계를 바로잡지는 못할 것이라고 말한다. 뫼르소는 분노에 찬 채로 사목관에게 다가가 그의 세계관과 태도를 공격하고 죽음에 가까워져가면서 그가 가진 것 이상의 확신으로 삶과 죽음에 대한 통찰력을 갖게 되었다고 말한다. 그는 우리가 어떻게 말하고 행동하고 느끼는가는 우리의 죽음이 어떻게, 언제 이루어질지를 바꿀 수 있지만 이들 중 어떤 것도 우리 모두 언젠간 죽게 되어 있다는 사실을 바꿀 수는 없기에 궁극적으로 중요한 것은 아무것도 없다고 주장한다.
사목관이 떠난 후 뫼르소는 자신의 상황과 양로원에서 서서히 죽어가는 어머니가 느꼈을 것 같은 감정의 유사점을 생각하며 위안을 얻었다. 사목관에게 소리지르며 탈출이나 성공적인 항소에 대한 모든 희망을 비워낸 그는 '우주의 온화한 무관심'에 마음을 열고 자신이 행복했고 여전히 행복하다고 생각한다. 그의 우주에 대한 무관심은 그가 우주에 속한 것 처럼 느끼게 했다. 그는 자신이 처형될 때 증오에 가득 찬 군중이 몰려들어 모든 것이 완벽하게 끝날 수 있기를 희망한다.

## 분석
1956년의 소설 분석에서 Carl Viggiani는 이렇게 썼다.
표면적으로 이방인은 매우 단순하지만 세심하게 계획되고 쓰여진 책처럼 보인다. 하지만 실제로는 발견되지 않은 의미와 형식적 특성으로 가득 찬 밀도 있고 풍부한 작품이다. 이방인에서 의미와 형식 그리고 그것들의 대응을 완전히 분석하려면 적어도 소설 한 권 분량의 책이 필요할 것이다.

빅터 프롬버트는 이방인과 장 폴 사르트르의 "이방인에 대한 분석"을 부조리라는 철학적 맥락에서 분석했다.루이 위동은 1960년 분석에서 이방인을 실존주의 소설로 특정짓는 것을 일축하였다. 이그나스 포올리히트의 1963년 연구는 뫼르소가 자신의 사회에서 '이방인'이라는 의미에서 소외라는 주제를 조사하는 것으로 시작한다. 1970년 분석에서 레오 베르사니(Leo Bersani)는 이방인이 "'심오한' 소설"이 되려는 시도에서 "평범하다"고 평했지만, "1950년대 누보로망 작가들이 추구한 글쓰기 방식의 인상적이지만 결함이 있는 시도"라고 설명했다.폴 P. 소머스 주니어(Paul P. Somers Jr.)는 사르트르의 이방인 논평을 바탕으로 카뮈의 이방인과 사르트르의 구토를 비교했다. 세르게이 하켈(Sergei Hackel)은 이방인과 도스토예프스키의 죄와 벌 사이의 유사점을 탐구했다.
테리 오튼(Terry Otten)은 뫼르소와 그의 어머니 사이의 관계를 상세히 연구했다. 제럴드 모레알(Gerald Morreale)은 뫼르소의 아랍인 살해와 뫼르소의 행동이 살인 행위인지에 대한 문제를 검토했다. 어니스트 사이먼(Ernest Simon)은 리처드 바이스버그(Richard Weisberg)와 법학자 리처드 A. 포즈너(Richard A. Posner)의 이전 분석을 참고하여 이방인에서 뫼르소의 재판의 성격을 검토했다. 르네 지라르(René Girard)는 주변 사회와 관련하여 뫼르소라는 인물의 '무관심'의 상대적 성격을 비평했다.
정남모는 소설에서 태양, 바다, 빛, 열기와 같은 지중해 자연의 기능을 분석했다.
박홍규는 주인공의 살인이 '알제리-프랑스인'이 아랍인을 배제하는 식민지 지배의 본질을 상징한다고 분석했다.

## 관련 도서
카멜 다우드(Kamel Daoud)는 2013년 알제리에서 처음 출판되고 이후 프랑스에서 호평을 받으며 재출간된 소설《뫼르소, 살인사건》을 썼다. 이방인에 대한 이 탈식민적 응답은 카뮈의 버전에 대항하여 이름 없는 아랍인 희생자의 형제의 관점(그에게 이름을 부여하고 실제로 애도된 실제 인물로 제시)과 다른 등장인물들의 요소들을 담고 있다. 다우드는 1962년 알제리 독립전쟁이 끝난 후 프랑스 당국과 대부분의 피에 누아르가 알제리에서 철수한 이후의 그들의 삶을 탐구했다.

## 같이 보기
- 부조리
- 성격증거
- 실존주의
- 르 몽드가 선정한 세기의 도서 100권